# Utku Yuvakuran
Utku Yuvakuran (sinh ngày 2 tháng 11 năm 1997) là một thủ môn bóng đá Thổ Nhĩ Kỳ, thi đấu cho Beşiktaş ở Süper Lig.

## Sự nghiệp chuyên nghiệp
Utku ra mắt chuyên nghiệp cho Beşiktaş trong trận hòa 1-1 ở Cúp bóng đá Thổ Nhĩ Kỳ với Kayserispor ngày 26 tháng 1 năm 2017.

## Cuộc sống cá nhân
Utku là con trai của Semih Yuvakuran, một cựu cầu thủ bóng đá quốc gia Thổ Nhĩ Kỳ. Anh là một trong 3 người con sinh ba, tất cả đều là cầu thủ bóng đá.